# Вустейне, Карел
Каролус Петрус Эдуардус Мария (Карел) ван де Вустейне (нидерландский: [ˈkaˑʀəl vɑndəβ̞usˈtɛˑɪ̯nə]; 10 марта 1878 года, Гент — 24 августа 1929 года, Звейнарде) — фламандский поэт и писатель, брат художника Густава Вустейне. 

## Биография
Учился в средней школе Koninklijk Athenaeum aan de Ottogracht в Генте. В дальнейшем изучал германистику в Гентском университете, где подпал под влияние символизма. С апреля 1900 по январь 1904 и с апреля 1905 по ноябрь 1906 поэт жил в Синт-Мартенс-Латеме. Там он написал в 1901 году знаменитые «Laetemsche brieven over de lente» своему другу Адольфу Геркенрату. В 1907 году Карел Вустейн переехал в Брюссель, а в 1915 — в Памел, где создал «De leemen torens» совместно с Германом Тейрлинком.
С 1906 года поэт работал корреспондентом «Nieuwe Rotterdamsche Courant» в Брюсселе, одно время был чиновником Министерства наук и искусств. Между 1920 и 1929 он преподавал историю голландской литературы в Гентском университете. Редактировал иллюстрированные журналы «Van Nu en Straks» (вторая серия, 1896—1901) и Vlaanderen (1903—1907), в последнем заняв пост секретаря редакции в 1906 году. Был известен как жесткий и требовательный начальник.
С 1925 и до самой смерти в 1929 году Карел Вустейне проживал в Звейнаарде, близ Гента.

## Библиография

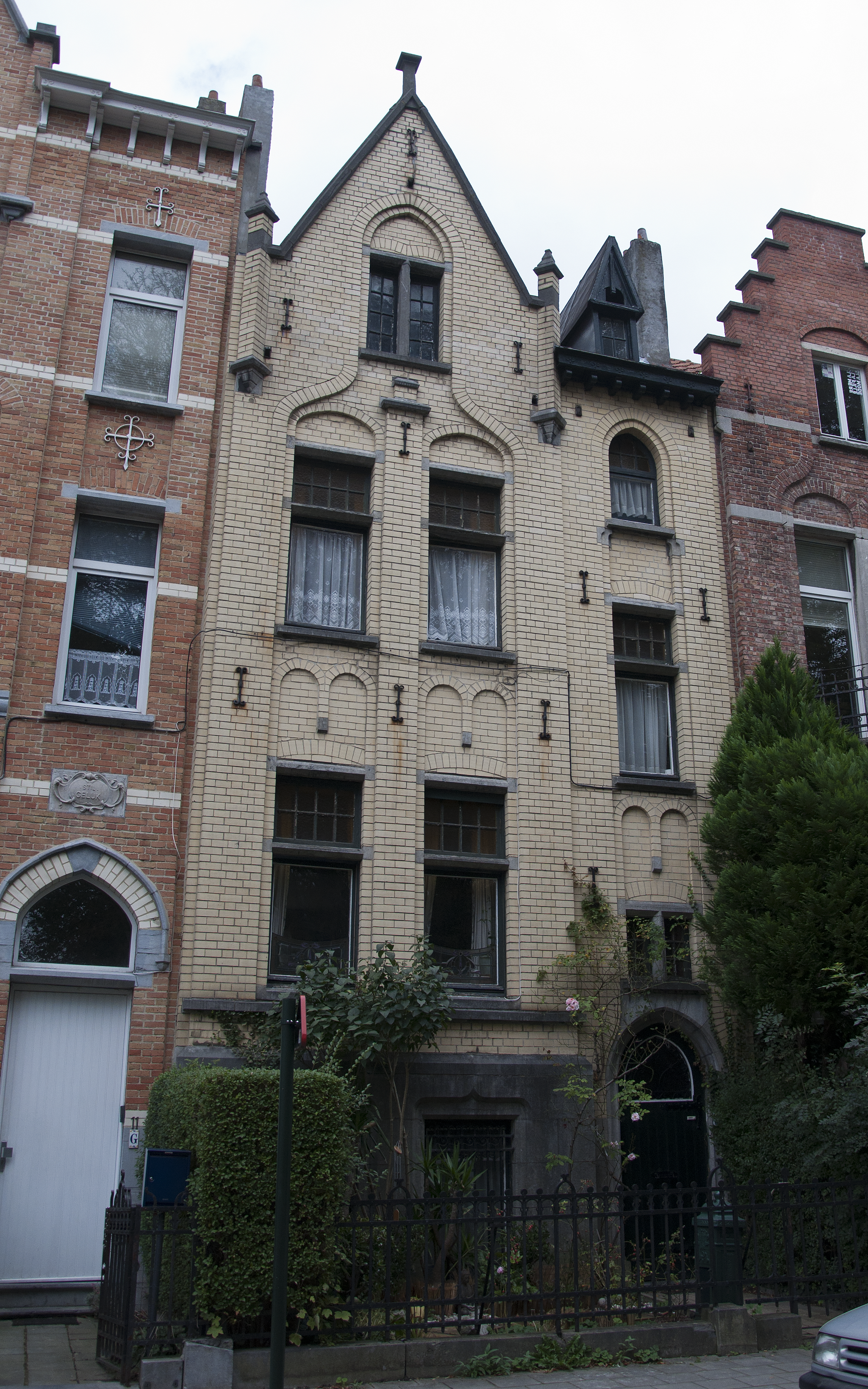
Дом Вустейне в Брюсселе